# Nathan Clifford
Pour les articles homonymes, voir Clifford.
Nathan Clifford, né le 18 août 1803 et mort le 25 juillet 1881, est un juriste américain ayant été représentant pour le 1er district congressionnel du Maine de 1839 à 1843 avant de devenir procureur général des États-Unis entre 1846 et 1848 dans l'administration Polk. Le président Buchanan nomme Clifford juge à la Cour suprême des États-Unis en 1857, un poste qu'il conservera jusqu'à sa mort en 1881.

## Biographie
Nathan Clifford est né le 18 août 1803 à Rumney dans le New Hampshire. Il poursuit son éducation à l'école publique de Rumney, puis à Haverhill et à New Hampton. Il étudie le droit à New York et est admis au barreau, dès lors Clifford installe en 1827 son cabinet  à Newfield dans le Maine. C'est en 1830 qu'il se lance dans une carrière politique en devenant membre de la Chambre des représentants du Maine, il ne quitte ce poste qu'en 1834 après avoir été durant les deux dernières années le speaker de la Chambre. Puis, de 1834 à 1838 Clifford devient procureur général du Maine.
En étant élu en 1839, sous l'étiquette du parti démocrate, à la Chambre des représentants des États-Unis Clifford entre sur la scène politique nationale. Il reste en fonction durant deux mandats et ne se représente pas aux élections de 1842. Entre 1846 et 1848, Clifford occupe le poste de procureur général des États-Unis dans l'administration Polk avant de devenir, immédiatement après son départ du département de la Justice, envoyé extraordinaire et ministre plénipotentiaire au Mexique (fonction qu'il occupe du 18 mars 1848 au 6 septembre 1849). C'est sous son égide qu'est signé le traité de Guadalupe Hidalgo qui met fin à la guerre américano-mexicaine et qui cède la Californie aux États-Unis. Il retourne à Portland dans le Maine pour pratiquer le droit. Le 28 janvier 1858 Clifford est nommé juge de la Cour suprême, fonction qu'il exerce jusqu'à sa mort à Cornish le 25 juillet 1881. Il est enterré au Evergreen Cemetery de Portland.